# اهوم
اهوم (به اسپانیایی: Ahome) یک سکونتگاه مسکونی در مکزیک است که در سینالوآ واقع شده‌است.

## خصوصیات
اهوم ۴٬۳۴۲٫۸۹ کیلومترمربع مساحت و ۴۱۶٬۲۹۹ نفر جمعیت دارد.